# Нові Афіни (енциклопедія)
Нові Афіни - одна з перших польських універсальних енциклопедій , автором якої є о. Бенедикт Хмельовський .

## Історія
Енциклопедія мала два видання, перше у 1745–1746 рр., друге доповнене та розширене у 1754–1764 роках.

## Структура і зміст
Енциклопедія о. Хмельовського має речову структуру, тобто терміни розміщені не за алфавітом, а згруповані в тематичні розділи.
Інформацію, що охоплює кільканадцять галузей знань, автор черпав від понад сотні авторів, починаючи від стародавніх, наприклад. Плінія Старшого, аж по своїх сучасників; багато з них окреслені не позбавленим критики авторським коментарем, в інших автор для надання авторитетності власному спостереженню, посилається на видатні постаті античності.

### Про Бога, мощі, святих та язичницьких богів
Після короткого вступу, що пояснює причини написання твору, автор розповідає про Бога, що він є буттям усіх істот і про світ, що був створений швидше навесні, аніж восени, всупереч авторам, що посилаються на те, що на райських деревах вже були плоди, стверджує, що в палестинських умовах дерева плодоносять двічі навесні та восени. Далі розглядає, де може знаходитись земний рай,а потім переходить до поняття мощей. Спочатку обговорює основні реліквії, пов’язані з Різдвом Христовим і Страстями Христа, їх долю та місце, де вони перебувають, особливо зупиняючись над цвяхами, якими Господь був прибитий до хреста. Потім представляє реліквії, пов’язані з Дівою Марією, серед них Ченстоховську ікону . Після чого переходить до представлення деяких святих, починаючи з прабатька Адама і закінчуючи єпископським Убалдою. У подальшому плині своєї роботи задається питанням, чи врятувався король Соломон, чи папа Григорій Великий врятував душу імператора Траяна від пекла, чи Платон оправданий, або осуджений Богом. Широко задається питанням, чи можливим є, що на папському троні сиділа жінка на ім’я Йоанна, та чи заслуговують на увірування пророцтва про пап, оголошені під час понтифікату Целестина II в 1143 році.
Далі коротко розбирається з язичницькими ідолами, після чого продовжує описувати ідолів, згаданих у Святому Письмі: Апіс, Асмодей, Дагон і Ліліт,, а також розглядає істинність пітійського пророцтва про Аполлона в Дельфах. Закінчує короткими зауваженнями про гірший ніж язичництво атеїзм.

### Про диявола, чаклунство, астрономію та астрологію

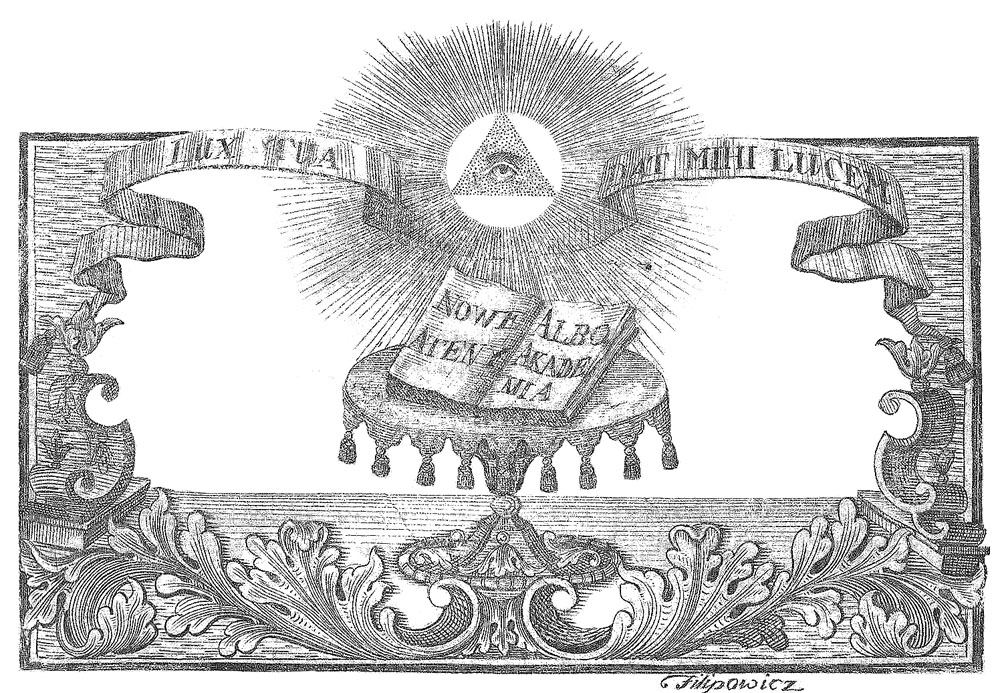
Ілюстрація знаходиться на одній з перших сторінок енциклопедії, опублікованій у 1745-1746 роках

Наступна частина книги приділяє увагу чортам, чаклунам і заклинанням. Про чорта чи диявола автор говорить згідно із Святим Письмом, що він обманює душі, що за згодою Бога, як і у випадку з Іовом, мучить людей лихами, що він, приймаючи різні постаті, може спокушати святих, як це було зі святим Антонієм-Пустельником та інших його властивостях. Також наводить численні приклади спокуси, починаючи від спокуси Господа Ісуса в пустелі, до спокуси святого Дунстана або архидиякона Теофіла. Наступна глава присвячена одержимим, їх надзвичайним здібностям, дивною поведінкою та ознаками, за якими можна розпізнати їх одержимість. Наступний стосується трьох видів магії: природної, штучної та демонічної, наводячи численні приклади. Далі автор наводить приклади чарівників з Біблії: від ворожки з Ендора та Шимона Мага аж по майже своїх сучасників. Глибоко розмірковує про те, що чаклуни можуть, а що не можуть зробити, особливо зупиняється на їхніх злетах та шабашах. Окремий розділ присвячений різним видам упирів.
Частина, присвячена астрономії та астрології, починається з класичної лекції про небесні сфери. До речі, критикує систему Коперника. Представляє науку про чотири елементи, з яких збудовано світ нашої планети: вогонь, повітря, земля і вода. Обговорюючи воду, розглядає географію пекельних річок: Ахерон, Стікс, Лете та озера Гелухалат і Авеціг, а також чудодійними властивостями певних джерел. Астрологію ділить на природну, яка за допомогою небесних явищ передбачає погоду, та юдиціарну, яка таким самим чином намагається передбачити майбутнє. У свою чергу, обговорює фізіогноміку, яка  намагається окреслити людину за допомогою розгляду її будови та поведінки, хіромантію, ворожіння по снах, якому признає часткову ефективність через біблійні свідчення. Ця частина закінчується презентацією десяти сибілів.

### Незвичайні речі про людей
Частина, присвячена людям, починається з роздумів про гігантів, чи були вони, і наскільки були великі. Далі переходить до пігмеїв, людей довгожителів (longaevi) як Мафусаїл, багатодітних сімей, з яких першим є Адам, батько 33 дітей. Потім наводить приклади людей надзвичайної сили, серед яких Август II Фрідріх, польський король та Станіслав Цьолк, воєвода Мазовії; люди, які славляться швидким бігом та іншими неймовірними властивостями. Потім переходить до вчених та винахідників (inventores) різних навичок, в чому частково слідує Біблії (винахідником сільського господарства є Авель, а будівництва міст - Енох), частково згідно античній традиції (винахідником, наприклад, гри на флейті є божок Пан) та пізній традиції. Після цього каталогу навичок слідує алфавітний каталог різних відомих персонажів, на початку якого є Адам, Атлант, Альберт Великий та Аверроес.
В цьому місці автор скаржиться::  </br> " Три пальці тільки пишуть, все тіло болить 

 </br> Якби ж його зняв з хреста, бо так людину неволить 

 </br> А що вже очам від неспання, читання, 

 </br>  Діється після кількасот книжок гортання 

 </br> Складаючи, клеючи, переносячи на чисте, 

 </br> Яка важка це праця, ти сам бачиш Христе! ".
Розділ, присвячений людям, доповнено списком мудрих і сміливих жінок, списком негарних людей та різними цікавинками.

### Мірабілія
У восьмій книзі своєї праці автор замислюється, чи можна знайти соляний стовп, на який перетворилася дружина Лота, чи існував на світі птах Фенікс та птах Гриффін, чи пелікан має такі властивості, про які писали стародавні автори, чи існує в природі єдиноріг, русалки, риба Ремора, чи саламандра живе вогнем, чи співає лебідь перед своєю смертю, чи існує філософський камінь, чи існує світильник людського життя, який згасає зі смертю людини. Далі розглядає, чи існує риба Левіафан, описана в Біблії, віл Шоробор, який, за єврейськими легендами, щодня їсть траву з тисячі гір, річка Саббатікус, про яку пишуть Пліній та Йосип Флавій, що висихає кожного шабату, чи існують ще руїни Вавилонської вежі, чи правильно польський народ вважає, що на видобутих із землі древніх монетах викарбувана голова Івана Хрестителя. Далі автор перелічує 18 речей, які не можуть статися (неможливі), як сонце встане на заході, щоб набрати воду ситом тощо.

### Особливості щодо тварин, рослин та мінералів

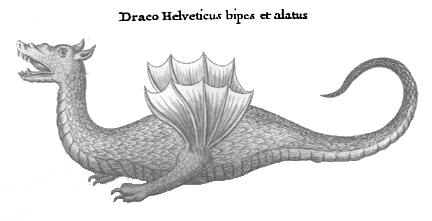
Дракона важко перемогти, але треба спробувати.
Один із декількох видів драконів зображений у Нових Афінах. Також летять дракони, намальовані природою.

Наступна частина роботи описує своєрідні тварини: американський лінивець, катопебі, що живе на Нілі, яка вбиває поглядом як василіск, хамелеон, хюрга (пів-лисиця, наполовину мавпа), песиголовці, олені, які аби позбутися від паразитів, ковтають змій, морський коник. За загальними та помилковими знаннями, автор дозволив собі жарт під поняттям «Кінь», розмістивши коментар: який він є, бачить кожен . Однак насправді в тексті «Нових Афін» поняття «Кінь» набагато довше, оскільки обговорюється як види коней, так історії, з ними пов'язані, заглиблюючись аж до стародавніх часів . Далі пише про дивні властивості козлів смердючого типу тварин, що у Святому Письмі позначають грішників і проклятих; про дикого індійського кролика, що полює на оленів; про леопарда; лева; про хитрощі лисиці; про винахідливість мавпи, посилаючись на Еліанову розповідь про мавпу, яка, шпигуючи за тим, як мати купала дитину, викрала її, та прагнучи помити, спарила. Далі йде: мумер, своєрідна тварина, що ділить свою їжу на 11 частин; миша, особливо арабський вид, що є більшою за кота, яка ходить на двох ногах; ведмідь, віслюк, росомаха, слон, сфінкс, тигр, верблюд, видра, вовк, розглядаючи якого автор задумується, чи є також перевертні. Потім перераховує, які тварини не увійшли до ковчега Ноя, і задумується, чим вони харчувались.
З птахів довше зупиняються на анекдотах про лелеку, яструба, півня, коршуна, фламінго та сову. Далі він подає те, чого навчилися люди птахів, довше зупиняючись на римських ворожіннях на польотах птахів. З рептилій, посилаючись на  Еліана, згадує змію з двома головами (амфісбена), таку що вбиває дотиком (амфісбана), василіска що вбиває поглядом, дракона відповідно до того, що про нього говорив Пліній та інші старожитні і пізніші автори, та серед інших менших рептилій - крокодила. Також описує в алфавітному порядку незвичайні риби, затримуючись довше на дельфіні, киті та щуці.
Далі обговорює особливі дерева та трави, мінерали та дорогоцінне каміння. Подає їх в алфавітному порядку, описуючи їх властивості та цитуючи пов'язані з ними анекдоти різних авторів.

### Про Республіку Польщу
Наступну частину твору автор присвячує своїй країні. Після короткої похвали Речі Посполитої та поданні етимології назви "Польща", описує перших міфічних її володарів, від Леха до Мешка I. Багато присвячує похвал особливій коштовності польської корони, якою є золота дворянська свобода, захищає використання латини поляками, пояснює, чому в Польщі мало карбованих монет. Переходить до її природних ресурсів: золота, срібла та заліза, перераховує те, що в Польщі є погане, а потім представляє найцікавіші місця в Польщі, міста: Фромборк, Гостинь, Краків, Пєчари Кійовскє, Познань, Варшава, Вільнюс; гори: Карпати, Вавель, Лиса Гура, Чартовска Гура; річки: Дністер, Одра, Вісла; населення: Курпи, пруси та литовці; далі чудотворні та відомі ікони Пресвятої Діви, Пречистої Королеви Польщі: ченстоховська, коденська та сокальська.

### Короткий путівник по інших країнах
Наступна частина твору містить опис інших країн для тих хто збирається в подорож. На початку автор демонструє, як усі народи походять від синів Ноя. Потім пояснює походження терміна "Германія" і переходить до опису німецьких країн. Спочатку Австрії з її землями: Штирії, Каринтії та Тіролі, потім Чехії, зосереджуючись на чеській релігії та описі Праги. Особливо багато місця присвячено Саксонії, правителем якої був чинний король Польщі. Потім представляє архієпископію Кельна та Майнца та кількох інших міст. Нарешті, коротко обговорює угорське королівство, Дубровник та Гельветію.
У свою чергу теж багато місця присвячує Італії. Коротко обговорює античну історію, згадує  лоретанський будиночок Пресвятої Діви Марії та плащаницю в Савойському Шамбері, а потім представляє Венецію, Аквілею, Геную, Ассізі та, серед інших, Сардинське королівство. Коротко обговорює Іспанію. У Франції детально описує міста Бретанії, Дельфінату і Провансії, а також історію Пйотра Абелярда. У Республіці Нідерланди, Амстердам, Антверпен, Лейден та заморську колонію індійську Батавію, користуючись нагодою описує спосіб добування перлів. Далі представляє північні країни: Велику Британію, Гібернію (Ірландію), Швецію, Норвегію та Данію, коротко Росію та країну Самоїдів, Болгарію, а потім надзвичайно деталізовано Османську імперію.
З боку азіатських країн увагу приділяє монгольській імперії, а також китайській та японській. В Африці зосереджується над абіссінцями та єгиптянами. В Америці довше затримується над історією інків.

### Різні нації та хронологія

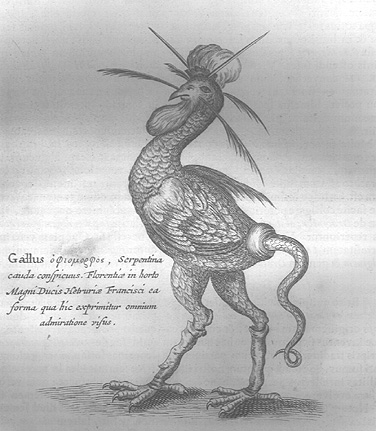
Нові Афіни рясніють описами "чудес". Тут: ілюстрація півня-монстра зі зміїним хвостом, скопійованого з оповідання Монстрорума про Улісса Олдрованді

Описуючи різні країни, Хмельовський переходить до алфавітного списку різних націй. Є там найдавніші на світі аркадці та астеми, корінні жителі Індії, дуже сміливі амазонки, а кентаври - наполовину люди і наполовину коні, крім багатьох інших: греки, галли, французи, німці тощо. Автор приділяє більше уваги існуючим націям, описуючи їх темперамент, звичаї, одяг, подаючи анекдоти.
Далі автор розміщує хронологію подій від створення світу до народження Христа, що складається в основному з біблійних подій та основних подій з історії Греції та Риму. І так під датою в 1656 році ставить біблійний потоп, у 1909 році - початок будівництва Вавилонської вежі, у 2039 році - народження Авраама, у 2513 році - вихід ізраїльтян з Єгипту, під 2800 роком. - знищення Трої, у 3023 році - початок правління Соломона, під 3230 році - заснування Риму, під 3446 роком - падіння Юдейського царства, під 3615 роком - народження Платона, під 3721 роком - перемога Олександра Македонського при Іссосі. Останньою інформацією є початок перекладу Біблії 72 перекладачами на грецьку мову за наказом царя Птоломея Філаделафа близько 3837 року, за 279 років до Різдва Христового. Після перших йдуть Другі хроніки, що беруть відлік часу від народження Христа, які, крім фактів із загальної історії, містять багато інформації про своєрідні чи чудодійні події, такі як: 595 - у Франції в одного шахрая вселився чорт при рубанню дерева у лісі, 979 - у Німеччині на хмарах бачили вогненні війська. Останній запис стосується 1718 року.

### Варія
Хмельовський першим цікавиться, яке століття краще минуле чи теперішнє. Потім присвячує увагу адміністрації, щоб розглянути питання про те, чи краще молоді або старі люди підходять на посади, про тиранів, яким повинен бути солдат, про економіку та архітектуру та, нарешті, як продовжити роки свого життя. Далі розміщує авторський секретар, який містить різні секрети: як дістатися до небес; про яйця: що робити щоб було як людська голова, щоб воно літало в повітрі; секрет про дивних вугрів; для набуття пам'яті; щоб шлюб жив у гармонії; як відвести град; щоб побачити у воді замки, церковні вежі; щоб хтось захотів мати голову собаки; що робити щоб Матрони народжували красивих дітей і т.д. Пояснює, використовуючи сенніковський метод, що може означати лева з відкритими очима, гриф, вода та вогонь, лелека та інші подібні зображення. В  алегоричний спосіб описує сім ліберальних мистецтв. Нарешті представляє 74 чесноти в алфавітному порядку але латинською мовою, приписуючи кожній символічне зображення.

## Критика - чорна легенда
Нові Афіни у другій половині XVIII століття зазнали нищівної критики і досі наводяться як приклад темряви саксонських часів. Критику цього популярного погляду підтримував Войцех Пашинський. Він стверджує, що хоча праця не особливо авангардна в контексті європейської науки того часу, але розглядати її як приклад затемнення важко. Праця являє собою підхід, характерний для допросвітницької науки. Хмельовський був не безкритичним упорядником, а творчим автором, попередником деяких сучасних форм журналістики. Не можна не спостерегти у нього великої ерудиції та письменницького таланту. Автори, з праць яких користувався науковець, не були, як зазвичай вважається, родом із середньовіччя, але були елітою науки XVI-XVII століття. Серед численних заслуг священнослужителя включають, серед іншого, перше зіставлення дат, що мають відношення до історії Польщі та інформацію про бібліотеки та академії того часу. Мова  йде також і про емпіричне чуття Хмельовського, який шляхом експерименту намагається довести багато теорій. На увагу заслуговує оригінальний стиль автора. Незважаючи на цю критику, енциклопедія все ще широко визнана символом темряви та відсталості Польщі в саксонські часи.

## Повна назва твору
Повна назва твору, розміщена на титульній сторінці, звучить:
Нові Афіни
Або
Академія Всілякої Сціенції
Повна,
На Різні Заголовки Як На Classes
Поділена,
Мудрим Для Пам'яті, Ідіотам Для Науки, Політикам для Практики, Меланхолікам
Для Відпочинку Призначена
Alias
Про Бога, Множество Божків, Слів Красивих Виборі,
Питань Дивних Безліч, Про Сибілів Збірку,
Про Звірів, Риб, Птахів, Про Математику,
Про Чуда Світу, Людей Уряду, Політику,
Про Мови і Дерева, Про Природні Явища, Про Віру,
Ієрогліфах, Гадках, Народів Манерах,
Кожна Країна Що Має В Собі Дивні Цікавинки,
Цілий Світ Описаний Грунтовно В Короткості Слів.
Що Все Сталося Великою Працею Автора

## Зовнішні посилання
- Новий Афінський текст
- Чорна легенда Нових Афін
- Сканування першого випуску в бібліотеці Полони
- Тіла IMPACT GT, що містять скани та текст, який можна шукати в Нових Афінах [Архівовано 7 вересня 2019 у Wayback Machine.]